# Pleuven
Pleuven is een gemeente in het Franse departement Finistère, in de regio Bretagne. De plaats maakt deel uit van het arrondissement Quimper. Pleuven telde op 1 januari 2022 3.298 inwoners.

## Geografie
De oppervlakte van Pleuven bedroeg op 1 januari 2022 13,69 vierkante kilometer; de bevolkingsdichtheid was toen 240,9 inwoners per km².

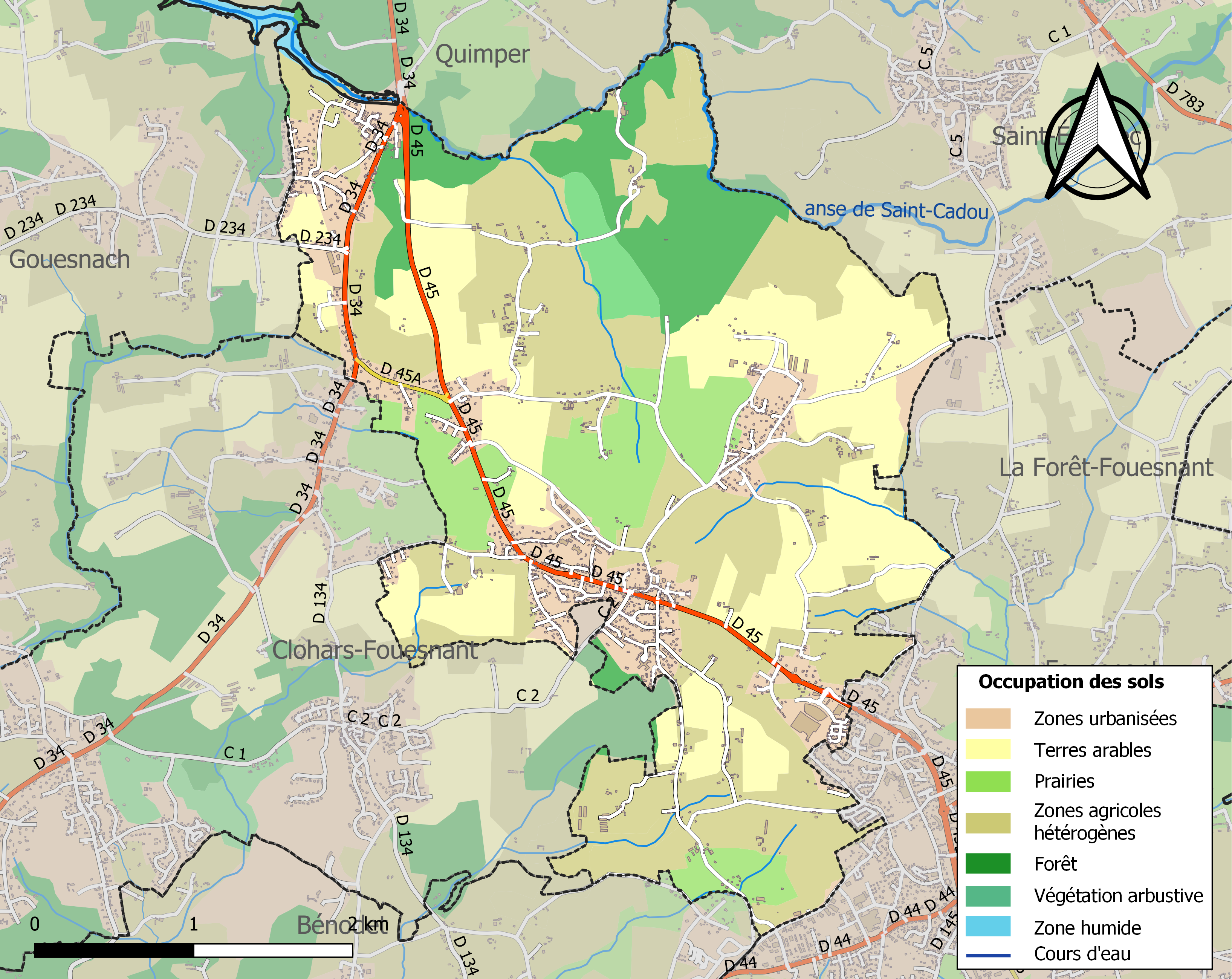
Kaart van de gemeente met belangrijkste infrastructuur, bodemgebruik en omliggende gemeenten

## Demografie
Onderstaande figuur toont het verloop van het inwonertal (bron: INSEE-tellingen).
Bénodet · Clohars-Fouesnant · La Forêt-Fouesnant · Ergué-Gabéric · Fouesnant · Gouesnach · Pleuven · Saint-Évarzec